# Aliens (rivista britannica)
Aliens, nota anche come Aliens magazine, è una rivista britannica di fumetti di fantascienza in due volumi pubblicata a partire dal febbraio 1991 all'aprile 1994, prima dalla Trident Comics (Vol. 1, #1-16) e dopo dalla Dark Horse International (Vol. 1, #17-Vol. 2, #22).
In origine, la rivista serviva semplicemente come mezzo per pubblicare nel Regno Unito ristampe serializzati dei fumetti della Dark Horse appartenenti ai franchise Alien, Predator e Alien vs. Predator.
Tuttavia, dopo che la Dark Horse International ebbe assunto il controllo della pubblicazione a metà del 1992, la portata della rivista si ampliò includendo nuovo materiale creato in esclusiva per essa. Ciò ha incluso articoli, interviste, notizie e anche nuove storie a fumetti. Degna di nota fu la rubrica Technical Readout, che trattava delle armi e della tecnologia del franchise di Alien, che in seguito si è evoluta nel libro Aliens: Colonial Marines Technical Manual.
Problemi finanziari della Dark Horse International portarono la società al fallimento nel 1994 e come risultato di ciò la rivista Aliens venne cancellata dopo il numero 22 del Volume 2. Furono sollecitate altre uscite che però non videro mai la stampa.

## Piano dell'opera

### Trident Comics: Volume 1 #1-16
La rivista Aliens ha iniziato le pubblicazioni nel febbraio 1991 come una pubblicazione di 48 pagine a cura della Trident Comics. La rivista consisteva quasi interamente in ristampe serializzate di fumetti già pubblicati dalla Dark Horse Comics in America; l'unico contenuto inedito erano dei brevi sommari "The Story So Far" prima di ogni storia per ricordare ai lettori che cosa era accaduto in precedenza. Nonostante il nome della pubblicazione, essa includeva oltre che storie Aliens anche fumetti di Predator e Aliens vs. Predator.
A partire dal numero 6, la rivista ha iniziato a comprendere una pagina contenente le lettere che i lettori scrivevano alla redazione. Dal numero 12 il formato della rivista è passato dalle 48 alle 64 pagine, permettendo così la pubblicazione di fumetti più grandi. La riprogettazione è stato supervisionata da John Mould.
Sul numero 9 venne indetto un concorso che permetteva ai lettori di poter vincere modellini di plastica di Aliens realizzati dalla Halcyon. Il principale editore delle uscite della Trident Comics era Martin Skidmore.
L'ultimo numero pubblicato dalla Trident Comics fu il numero 16 del maggio 1992. La Dark Horse Comics aveva infatti creato una filiale britannica, la Dark Horse International che iniziò a pubblicare la rivista dal mese successivo. Con l'avvento del nuovo editore la rivista ha avuto un layout completamente nuovo e la ristampa a puntate della storia Aliens: Book One rimase incompleta. La Trident Comics cessò le attività nel corso dell'anno.

### Dark Horse International: Volume 1 #17 e Volume 2
L'ultimo numero del Volume 1, # 17 (giugno 1992), ha messo in mostra un nuovissimo design più professionale da parte della Dark Horse e stabilì una nuova lunghezza di 52 pagine. Questo formato sarebbe stato adottato per tutte le restanti uscite. Vol. 1 # 17 è caratterizzato da nuova copertina creata appositamente per la rivista da Chris Halls e per la prima volta ha incluso una notevole quantità di nuovi contenuti non a fumetti sotto forma di articoli esclusivi scritti da Dave Hughes. In seguito dell'uscita numero 17, la Dark Horse decise di riavviare la serie come Volume 2. L'ultimo numero del Volume è stato curato da Michael W. Bennent.
Il Volume 2 della rivista è proseguito con ristampe serializzate di storie a fumetti della Dark Horse provenienti dall'America, ma la rivista spostò progressivamente la sua attenzione esclusivamente su fumetti del franchise Aliens. L'ultima storia Predator pubblicata fu Predator: Rite of Passage, conclusa sul numero 11, mentre l'ultima storia Aliens vs. Predator fu Aliens vs. Predator 2, conclusa sul numero 14. Le ristampe serializzate delle storie Predator e Aliens vs. Predator furono trasferiti nella nuova rivista antologica della Dark Horse International, Total Carnage.
Come già successo per i numeri editati dalla Trident, ogni episodio dei fumetti della rivista era precedute da un breve riepilogo degli eventi precedenti. Tuttavia, a differenza dei numeri della Trident, questo testo era spesso accompagnato da esclusivi artwork inediti.
Il Volume 2 vide un netto aumento della quantità di materiale originale creato per la pubblicazione. Ciò ha incluso articoli dietro le quinte sulla creazione dei film Alien e Predator, news, interviste, concorsi (presenti quasi in ogni numero), la populare pagina delle lettere "Bug Hunt" (supervisionata da Diana Schutz), schizzi di artiste, artwork esclusive delle cover e nuove storie a fumetti Aliens. Questi fumetti inediti includettero le storie Aliens: Sacrifice, la prima e unica compilazione della storia Aliens: Countdown (che precedentemente era comparso solo a segmenti nel promozionale Dark Horse Insider), Alien³: Terminal Addiction, Aliens: Crusade e Aliens: Matrix, le ultime due rimaste incomplete a causa della cancellazione della rivista.
Recensioni, articoli e materiale di riferimento per Volume 2 erano principalmente forniti e compilati da Dave Hughes e dello scrittore/artista Lee Brimmicombe-Wood, entrambi i quali avevano già lavorato al fumetto Do Aliens Dream? editato dalla Argus House. Hughes tipicamente scriveva articoli e compilava la sezione delle news, mentre Brimmicombe-Wood provvedeva alla sezione "Technical Readout", che consisteva nel parlare delle armi e tecnologia nella serie Alien. Notizie e articoli erano in gran parte concentrati sui film Alien e Predator, in particolare  su Alien³ (uscito nei cinema britannici all'inizio delle uscite del Volume 2), sebbene si parlasse anche di altri film interpretati dai cast dei film del franchise Alien e Predator. 
Durante la pubblicazione della rivista, la Dark Horse pensò di espandere la sezione "Technical Readout" di Brimmicombe-Wood in una rivista a fumetti statunitensi in sei numeri ma il progettò fallì a causa della cancellazione della rivista. Da tale idea nacque però in seguito il libro Aliens: Colonial Marines Technical Manual scritto da Brimmicombe-Wood e curato da Hughes. A partire dal numero 9 la rivista ha subito un restyling consistente principalmentelmente nella grafica aggiornata negli interni. Il Volume 2 della rivista Aliens fu curato da Bennent (# 1), Dick Hansom (#1-10) e Cefn Ridout (#6-22).
Furono pubblicati 22 numeri del Volume 2 prima che esso fosse cancellato a seguito della decisione della Dark Horse International di cessare le attività per problemi finanziari. Fu sollecitata la pubblicazione di ulteriori tre numeri ma essi non videro mai la stampa. La cancellazione della rivista ha lasciato la storia Aliens: Crusade incompleta e la pianificata graphic novella Aliens: Matrix inedita. Inoltre rimasero incomplete anche le ristampe delle storie Aliens: Colonial Marines, Aliens: Alien e Aliens: Rogue.

### Alien³ Movie Special
Alla fine del 1992, la Dark Horse International pubblicò anche una rivista spin-off in tre uscite intitolata Alien³ Movie Special, in concomitanza con l'uscita di Alien³ nel Regno Unito. Questa pubblicazione sorella era caratterizzata da una ristampa serializzata dell'adattamento a fumetti del terzo film, insieme con articoli sul film, tra cui una sezione Technical Readout su Alien³. Una ristampa del fumetto Aliens vs. Predator 2 è stato diviso tra Alien³ Movie Special e la rivista Aliens .

## Contenuti

### Volume 1
| Volume 1 | Volume 1       | Volume 1 |
| N.       | Data           | Contenuti |
| -------- | -------------- | --- |
| #1       | Febbraio 1991  | - Aliens: Book Two (parte 1 di 6) - Predator: Concrete Jungle (parte 1 di 7) - Aliens vs. Predator (compreso prologo numero 0; parte 1 di 11)                                                                        |
| #2       | Marzo 1991     | - Aliens: Book Two (parte 2 di 6) - Predator: Concrete Jungle (parte 2 di 7) - Aliens vs. Predator (parte 2 di 11)                                                                                                   |
| #3       | Aprile 1991    | - Aliens: Book Two (parte 3 di 6) - Predator: Concrete Jungle (parte 3 di 7) - Aliens vs. Predator (parte 3 di 11) - Toxic! (estratti promozionali di una pagina, non un titolo Aliens/Predator/Aliens vs. Predator) |
| #4       | Maggio 1991    | - Aliens: Book Two (parte 4 di 6) - Predator: Concrete Jungle (parte 4 di 7) - Aliens vs. Predator (part 4 di 11) |
| #5       | Giugno 1991    | - Aliens: Book Two (parte 5 di 6) - Predator: Concrete Jungle (parte 5 di 7) - Aliens vs. Predator (parte 5 di 11)                                                                                                   |
| #6       | Luglio 1991    | - Aliens: Book Two (parte 6 di 6) - Predator: Concrete Jungle (parte 6 di 7) - Aliens vs. Predator (parte 6 di 11) - Contenuti aggiuntivi: - Letter column.                                                          |
| #7       | Agosto 1991    | - Aliens: Earth War (parte 1 di 6) - Predator: Concrete Jungle (parte 7 di 7) - Aliens vs. Predator (parte 7 di 11)                                                                                                  |
| #8       | Settembre 1991 | - Aliens: Earth War (parte 2 di 6) - Predator: Big Game (parte 1 di 7) - Aliens vs. Predator (parte 8 di 11) - Contenuti aggiuntivi: - Poster della copertina alternativa di Dark Horse Presents #36 di Dave Dorman  |
| #9       | Ottobre 1991   | - Aliens: Earth War (parte 3 di 6) - Predator: Big Game (parte 2 di 7) - Aliens vs. Predator (parte 9 di 11) - Contenuti aggiuntivi: - Contest: Vinci kit di modelli Aliens della Halcyon - Sondaggio per i lettori  |
| #10      | Novembre 1991  | - Aliens: Earth War (parte 4 di 6) - Predator: Big Game (parte 3 di 7) - Aliens vs. Predator (parte 10 di 11) - Contenuti aggiuntivi: - Letter column.                                                               |
| #11      | Dicembre 1991  | - Aliens: Earth War (parte 5 di 6) - Predator: Big Game (parte 4 di 7) - Aliens vs. Predator (parte 11 di 11) - Contenuti aggiuntivi: - Letter column.                                                               |